# Principen om non-refoulement
Principen om non-refoulement är en internationell princip som appliceras av stater i samband med flyktingar. Den ska skydda flyktingarna mot utvisning eller avvisning när deras liv eller frihet är i fara.

## Definition
Principen innebär att en fördragsslutande stat inte får utvisa eller avvisa en flykting …
- … till gränsen mot ett område där dennes liv eller frihet skulle hotas
  - … på grund av hans eller hennes
    - ras,
    - religion,
    - nationalitet,
    - språk,
    - sexuella läggning,
    - tillhörighet till viss samhällsgrupp, politisk åskådning eller minoritet

  - … eller där den asylsökande riskerar att utsättas för
    - … tortyr eller
    - … omänsklig eller förnedrande behandling.

Förbudet mot ”refoulement” avser inte bara åtgärder som leder till att utlänningen sänds till hemlandet utan även till områden där personen inte är skyddad mot risken för vidaresändning till hemlandet. Principen finns intagen i artikel 21 i skyddsgrundsdirektivet.
Ordet refoulement  kommer från franskan och är substantiv till verbet refouler, som ordagrant betyder "(att) förtrampa/kränka igen". Begreppet non-refoulement används således här i betydelsen "(att) inte återigen kränka en individ (genom återbördande till en förtryckande part)".

### Europeiska unionens stadga om de grundläggande rättigheterna
Principen om non-refoulement återfinns bland annat i Europeiska unionens stadga om de grundläggande rättigheterna. Artikel 19 lyder
| ”                                                                           | Artikel 19 Skydd vid avlägsnande, utvisning och utlämning 1. Kollektiva utvisningar ska vara förbjudna. 2. Ingen får avlägsnas, utvisas eller utlämnas till en stat där han eller hon löper en allvarlig risk att utsättas för dödsstraff, tortyr eller andra former av omänsklig eller förnedrande bestraffning eller behandling. | „ |
| – Artikel 19 i Europeiska unionens stadga om de grundläggande rättigheterna | |   |

## Undantag
Enligt artikel 33 i 1951 års flyktingkonvention är flyktingar som skäligen kan antas utgöra en fara för mottagarlandets säkerhet eller dömts för grova brott i mottagarlandet inte omfattade av principen om non-refoulement.